# Liocichla
A Liocichla  a madarak osztályának verébalakúak (Passeriformes) rendjébe és a  Leiothrichidae családjába tartozó nem.

## Rendszerezésük
A nemet Robert Swinhoe angol ornitológus írta le 1877-ben, jelenleg az alábbi 4 faj tartozik ide:
- vörösarcú naprigó (Liocichla phoenicea)
- skarlátarcú naprigó (Liocichla ripponi)
- Bugun naprigó (Liocichla bugunorum)
- szecsuáni naprigó (Liocichla omeiensis)
- Streere-naprigó (Liocichla steeri)

## Előfordulásuk
Dél- és Délkelet-Ázsia területén honosak. A természetes élőhelyük a szubtrópusi vagy trópusi hegyi esőerdők, magaslati cserjések és legelők. Állandó, nem vonuló fajok.

## Megjelenésük
Testhosszuk 17-23 centiméter közötti.

## Életmódjuk
Gerinctelenekkel, bogyókkal és magvakkal táplálkozik.